# Хоменко, Игорь Владимирович
Хоменко Игорь Владимирович (18 января 1967 года — 22 августа 1999 года) — помощник начальника разведки 247-го гвардейского Кавказского казачьего десантно-штурмового полка 7-й гвардейской Краснознамённой ордена Кутузова 2-й степени воздушно-десантной дивизии, гвардии капитан. Герой Российской Федерации.

## Биография
Родился 18 января 1967 года в посёлке Усть-Нера Якутской АССР, где его родители работали на строительстве горно-обогатительного комбината. Украинец. Затем семья вернулась на Украину и жила в городе Орджоникидзе Днепропетровской области.
С 1984 года служил в Вооружённых Силах СССР. В 1988 году окончил Алма-Атинское высшее общевойсковое командное училище. Служил в ВДВ. В 1993 году принимал участие в прекращении военных действий в Абхазии в составе Миротворческих сил.

#### Подвиг
С августа 1999 года в составе подразделений 247 десантно-штурмового полка 7-й гвардейской воздушно-десантной дивизии принимал участие в отражении вторжения чеченских и международных террористов в Дагестан. С 19 августа во главе группы разведчиков вёл разведку скоплений и укреплений боевиков в Ботлихском районе Дагестана. При возвращении к своим 22 августа группа была обнаружена и блокирована боевиками в районе высоты «Ослиное ухо». Хоменко отправил бойцов с полученными разведданными и картой вражеских укреплений к своим, сам вместе с сержантом Юрием Чумаком остался прикрывать их отход. Офицер и сержант несколько часов вели неравный бой с боевиками, обеспечив спасение рядовых бойцов. Когда боевики не смогли захватить десантников, они подвергли их массированному обстрелу из миномётов. Игорь Хоменко вместе с Юрием Чумаком погибли в этом бою.
И. В. Хоменко похоронен в городе Ставрополь, Ставропольского края.

#### Герой Российской Федерации
За мужество и героизм, проявленные в ходе контртеррористической операции в Северо-Кавказском регионе, Указом Президента Российской Федерации от 27 октября 1999 года гвардии капитану Хоменко Игорю Владимировичу присвоено звание Героя Российской Федерации (посмертно).

## Память
В мае 2009 года имя Героя И. В. Хоменко присвоено Усть-Нерской средней общеобразовательной школе Оймяконского улуса Республики Саха (Якутия).